# Base aérienne 114 Aix-Les-Milles
La base aérienne 114 Aix-Les-Milles Général-Andrier était une base opérationnelle de l'Armée de l'air française, située sur le territoire de la commune de Les Milles, près de la ville d'Aix-en-Provence.
La BA114 a été baptisée Général-Andrier en 1971 du nom du général Gilbert Andrier, qui a trouvé la mort le 15 septembre 1959 dans l'accident d'un NC702 Martinet de l'ELA44 qui s'est écrasé sur la gare de triage de Nîmes, avec l'adjudant-chef Warin et le sergent Roumany. 
La base a été dissoute le 1er juillet 2002 pour devenir le DA114 (détachement aérien 114) qui fut définitivement fermé le 1er septembre 2003.

## Histoire
La base aérienne est créée en 1932,

## Reconversion de la base aérienne
La base est en 2015 un aérodrome civil géré par la Chambre de commerce et d'industrie Marseille-Provence. Une partie de sa surface et de ses équipements est mise à la disposition de l'école nationale supérieure des officiers de sapeurs-pompiers pour y construire et y établir ses nouveaux locaux. Depuis 2004 le site est occupé et les premières formations sont dispensées dans des locaux provisoires. Les nouveaux locaux de cette école sont pensés comme un campus et occupés depuis 2010.